# Ailefroide
L'Ailefroide è una montagna del Massiccio des Écrins, nelle Alpi del Delfinato. Si trova tra i dipartimenti delle Alte Alpi e dell'Isère.

## Caratteristiche

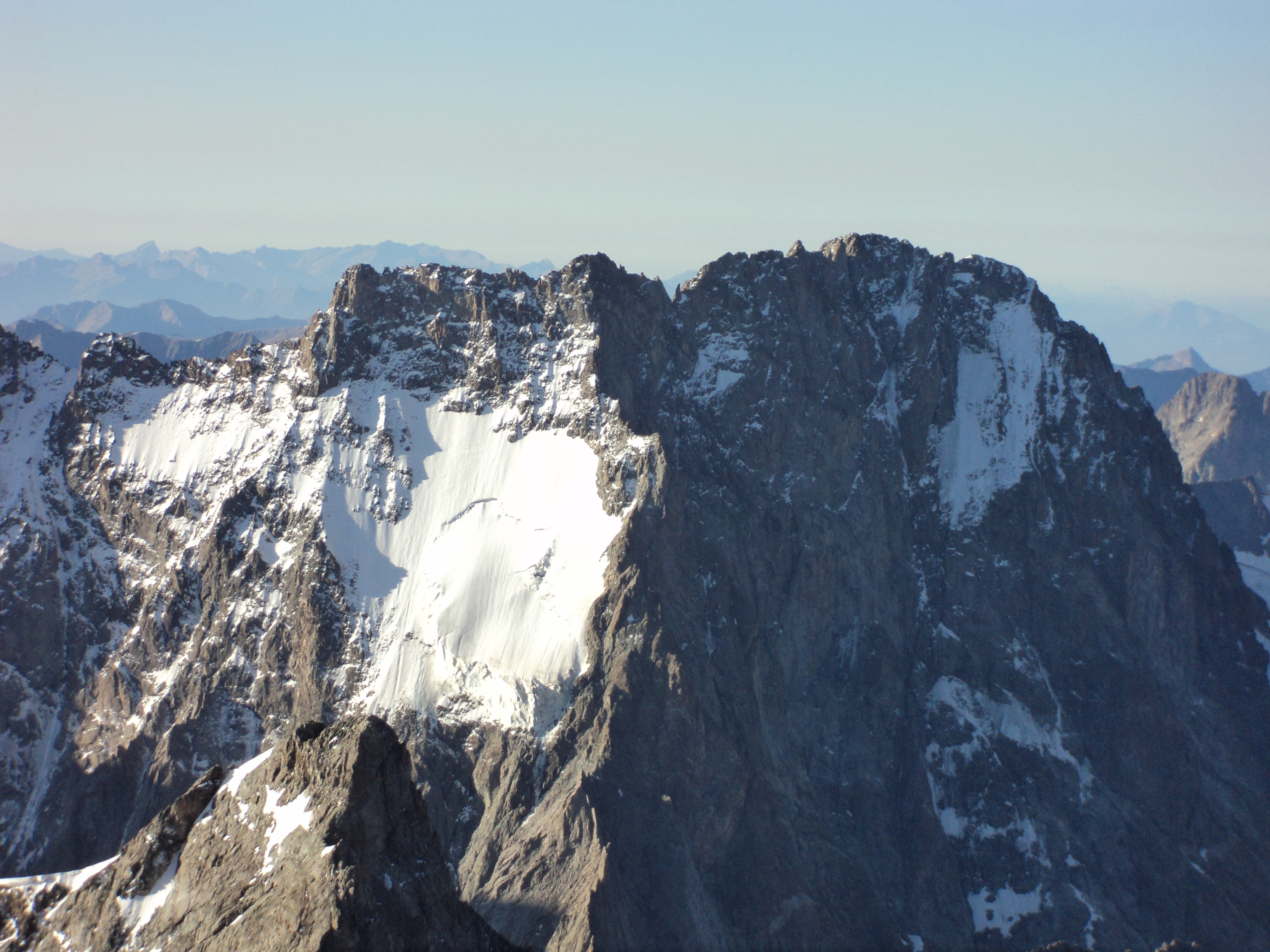
La montagna (versanti nord al sole e nord-ovest all'ombra) vista dal Dôme de neige des Écrins.

È situata all'estremità ovest dell'allineamento Pelvoux - Pic Sans Nom - Ailefroide. Queste tre montagne costituiscono una delle maggiori trilogie del massiccio des Écrins.
La montagna culmina in alcune vette:
- Ailefroide Occidentale - punto culminante
- Ailefroide Centrale (3.927 m)
- Punta Fourastier (3.907 m)
- Ailefroide Orientale (3.847 m).

Intorno alla montagna prendono forma alcuni ghiacciai:
- glacier de l'Ailefriode - nel versante sud
- glacier Gris - tributario del glacier de la Pilatte - nel versante sud-ovest
- glacier Long e glacier de Coste Rouge - nel versante nord-ovest
- glacier Noir - nel versante nord-est

## Ascensioni

### Prima ascensione
La prima ascensione fu compiuta il 7 luglio 1870 da William Auguste Coolidge, Christian Almer e Ulrich Almer.

## Vie alpinistiche

### Via normale
La via normale all'Ailefroide Occidentale sale lungo il versante sud e parte dal Refuge du Sélé (2.511 m).
La via normale all'Ailefroide Orientale è anch'essa sul versante meridionale, partendo dal Refuge du Sélé, ed è valutata di difficoltà PD.

### Parete nord
- Ailefroide Orientale
  - Diretta Chèze-Keller - 26 luglio 1954 - Prima salita di Roger Chèze e Paul Keller, 700 m/TD.[3]
  - Emeraude de gauche - 25 maggio 1980 - Prima salita di Jérôme Schulz e Pascal Sombardier, 400 m/D+.[3]
  - Emeraude de droite - 14 marzo 1982 - Prima salita di Gian Carlo Grassi e Carlo Stratta, 450 m/TD.[3]
  - Via Hardy-Parks - 17 luglio 1988 - Prima salita di Par Lew Hardy e Nick Parks, 650 m/ED-.[4]
- Punta Fourastier
  - Goulotte Pschitt - 11 novembre 1977 - Prima salita di Jacky Marcotti e Jacque Perrier, detto Pschitt, 650 m/TD-.[5]
- Ailefroide Centrale
  - Cresta nord - 1º luglio 1913 - Prima salita di Guido Mayer e Angelo Dibona, 800 m/D. La cresta divide la parete nord dalla parete nord-ovest.[6]
  - Diretta Cambon-Francou o Pilier des Séracs - 1981 - Prima salita di Jean-Michel Cambon e Bernard Francou, 900 m/TD+.

### Parete nord-ovest
- Via Devies-Gervasutti - 23-24 luglio 1936 - Prima salita di Giusto Gervasutti e Lucien Devies, 1050 m/TD+.[7]
- Goulotte Grassi - 3 luglio 1980 - Prima salita di Gian Carlo Grassi, Renzo Luzi e Franco Salino, 730 m/TD+.[8]

## Galleria d'immagini

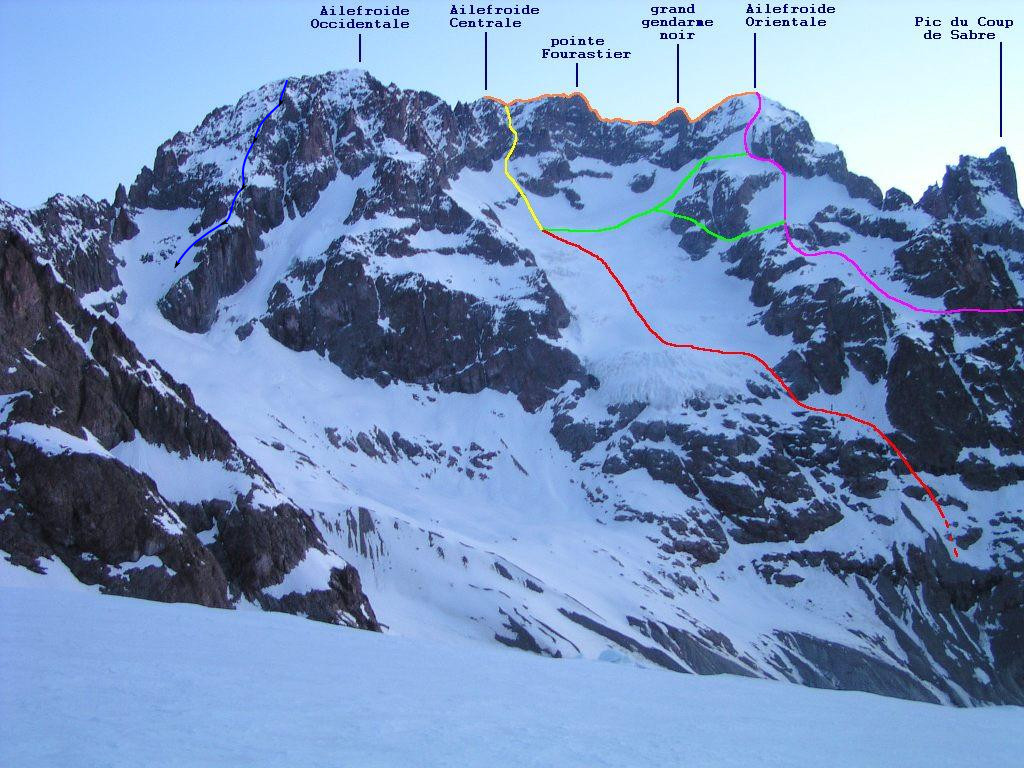
Il versante sud, con il tracciato di alcune vie (in viola la via normale all'Ailefroide Orientale)
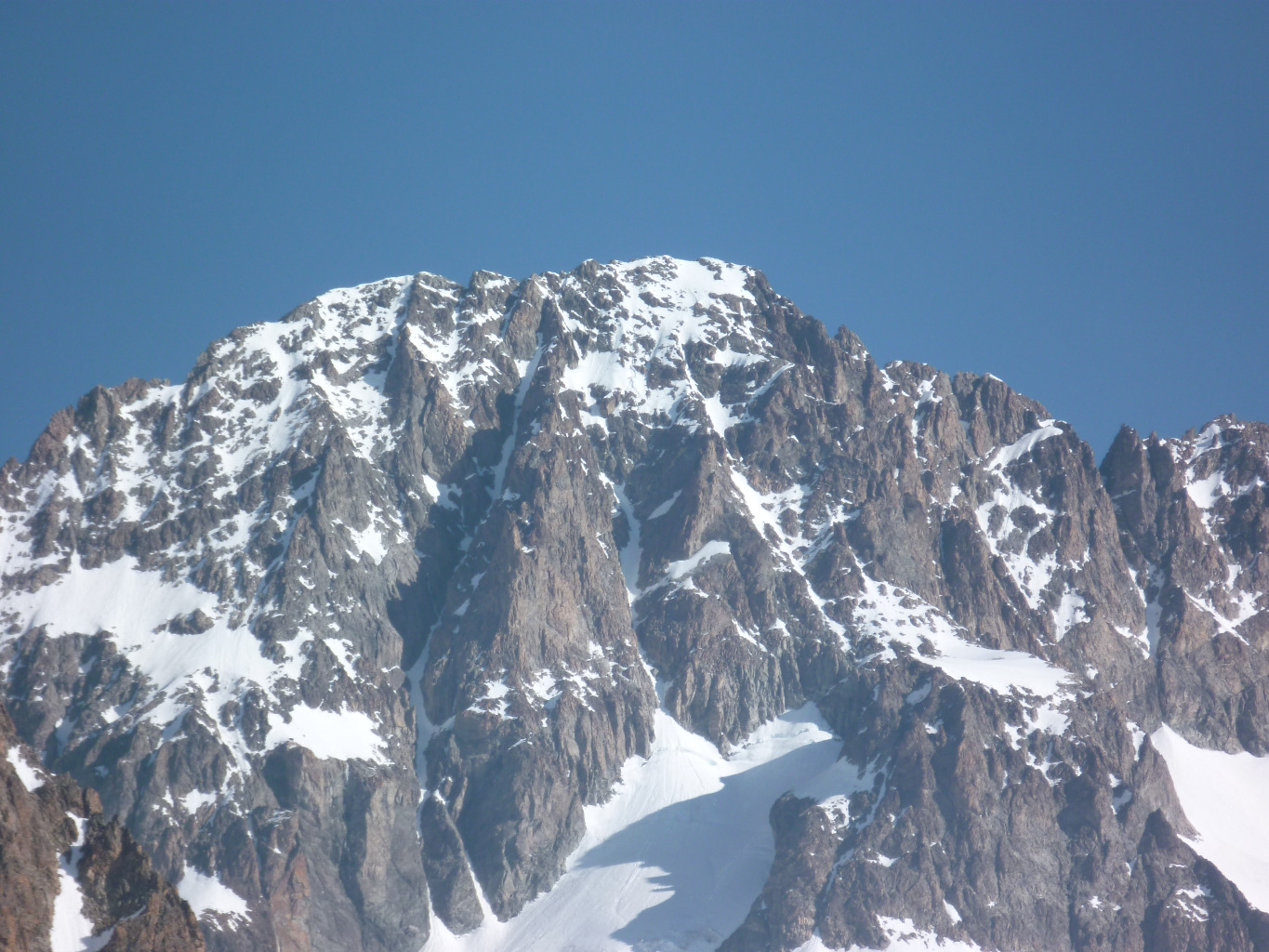
Particolare del versante sud dell'Ailefroide Occidentale.
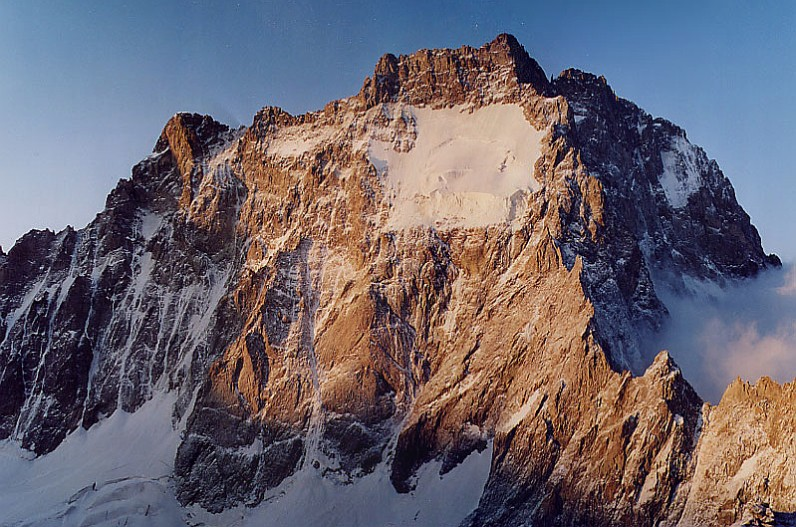
La parete nord
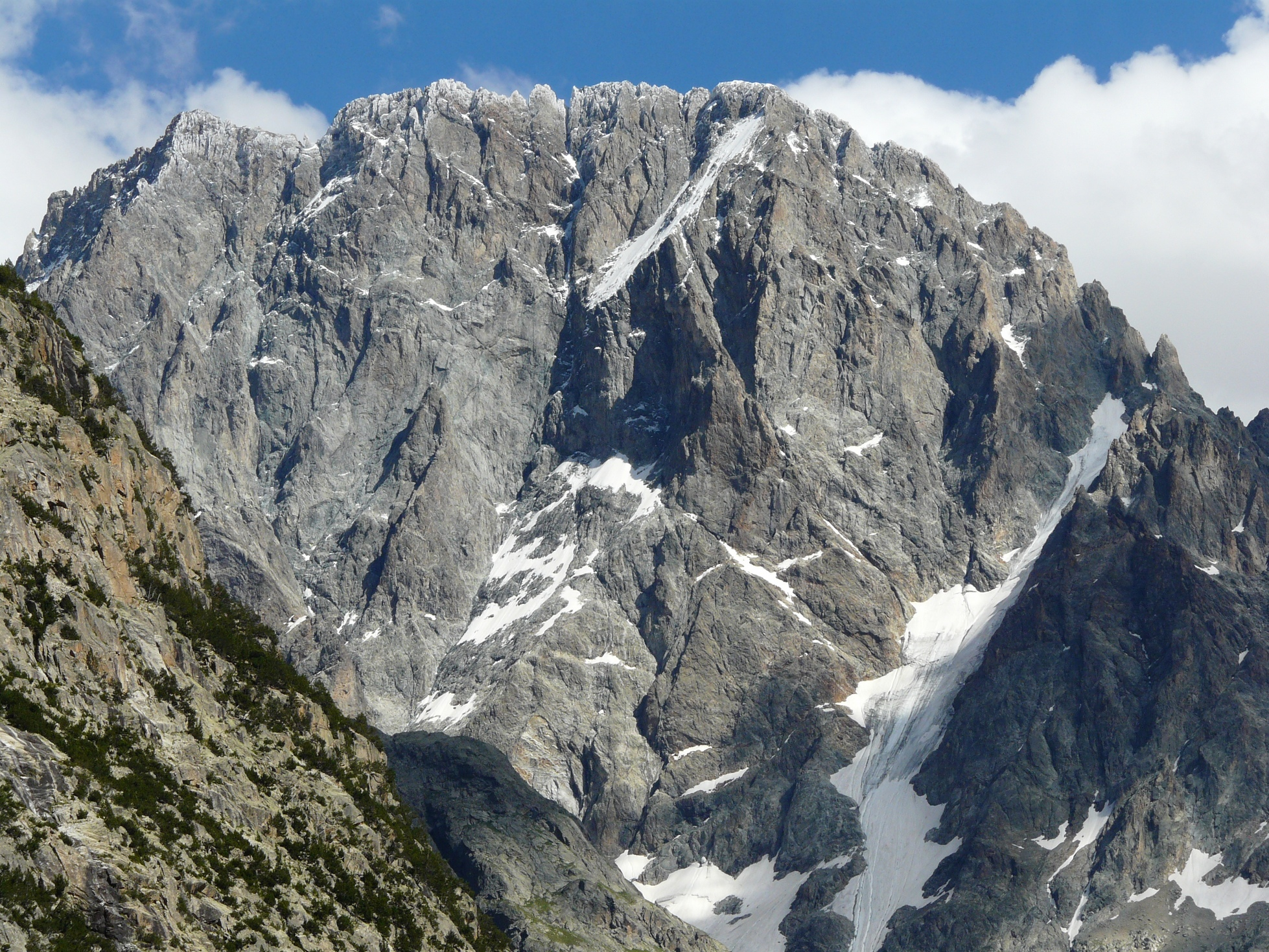
La parete nord-ovest
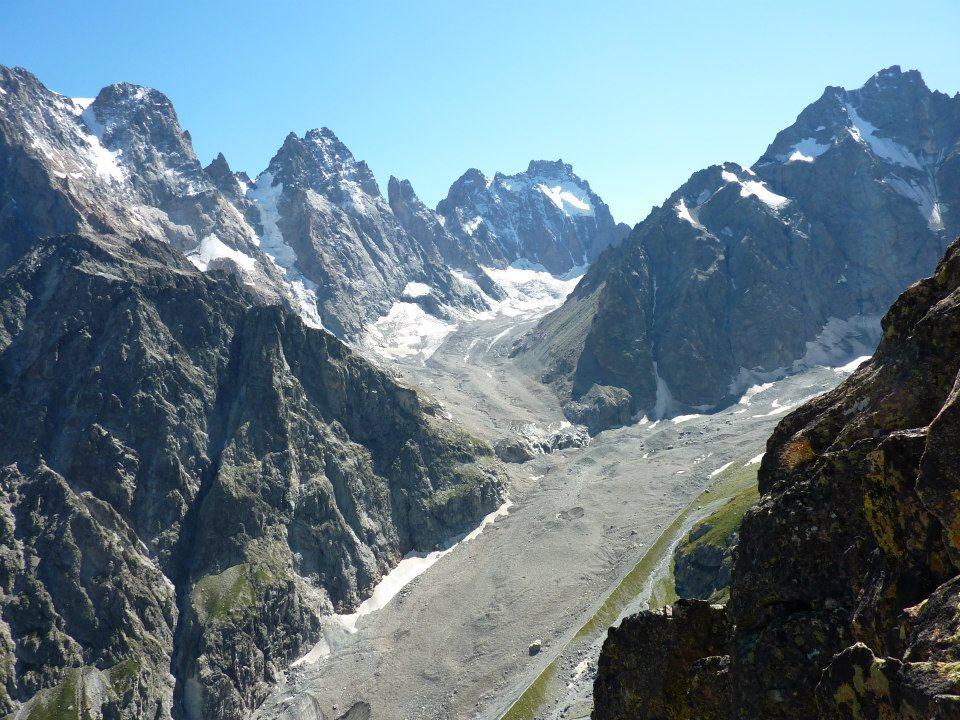
Il Glacier Noir, su cui si affacciano, da sinistra, le pareti nord del monte Pelvoux, del Pic Sans Nom e dell'Ailefroide.
La relazione della via Devies-Gervasutti sulla parete nord-ovest